# Chloroscombrus
A Chloroscombrus a csontos halak (Osteichthyes) főosztályának a sugarasúszójú halak (Actinopterygii) osztályába, ezen belül a sügéralakúak (Perciformes) rendjébe és a tüskésmakréla-félék (Carangidae) családjába tartozó nem.

## Rendszerezés
A nembe az alábbi 2 faj tartozik:
- Chloroscombrus chrysurus típusfaj (Linnaeus, 1766)
- Chloroscombrus orqueta Jordan & Gilbert, 1883